# Villeherviers
Villeherviers – miejscowość i gmina we Francji, w Regionie Centralnym, w departamencie Loir-et-Cher.
Według danych na rok 1990 gminę zamieszkiwały 533 osoby, a gęstość zaludnienia wynosiła 14 osób/km² (wśród 1842 gmin Regionu Centralnego Villeherviers plasuje się na 657. miejscu pod względem liczby ludności, natomiast pod względem powierzchni na miejscu 200.).